# Pentanchidae
Pentanchidae – rodzina drapieżnych ryb chrzęstnoszkieletowych z rzędu żarłaczokształtnych (Carcharhiniformes), wyodrębniona z rekinkowatych.

## Historia badań
Rodzina została utworzona w 1912 przez Smitha & Radcliffe'a dla jednego gatunku: Pentanchus profundicolus, i umieszczona w obrębie sześcioszparokształtnych. Inni autorzy zaliczyli ten gatunek do rekinkowatych, jako blisko spokrewniony z rodzajem Apristurus. Tym samym nazwa Pentanchidae została uznana za synonim Scyliorhinidae (rekinkowatych). W 1988 Leonard Compagno zaproponował podział rekinkowatych na dwie podrodziny: Scyliorhininae i Pentanchinae, ale w dalszych swoich pracach odstąpił od tej propozycji. W 2005 Iglésias i inni wykazali, że rekinkowate są taksonem parafiletycznym i zaproponowali wydzielenie z nich nowej rodziny z przywróconą nazwą Pentanchidae, ale w sensie proponowanym przez Compagno dla jego Pentanchinae.

## Zasięg występowania
Wody oceaniczne i morskie w strefie umiarkowanej i tropikalnej.

## Klasyfikacja
Rodzaje zaliczane do tej rodziny:
- Akheilos White, Fahmi & Weigmann, 2019 – jedynym przedstawicielem jest Akheilos suwartanai White, Fahmi & Weigmann, 2019
- Apristurus Garman, 191
- Asymbolus Whitley, 1939
- Bythaelurus Compagno, 1988
- Cephalurus Bigelow & Schroeder, 1941 – jedynym przedstawicielem jest Cephalurus cephalus (Gilbert, 1892)
- Figaro Whitley, 1928
- Galeus Rafinesque, 1810
- Halaelurus Gill, 1862
- Haploblepharus Garman, 1913
- Holohalaelurus Fowler, 1934
- Parmaturus Garman, 1906
- Pentanchus Smith & Radcliffe, 1912 – jedynym przedstawicielem jest Pentanchus profundicolus Smith & Radcliffe, 1912